# Четвертинне зледеніння

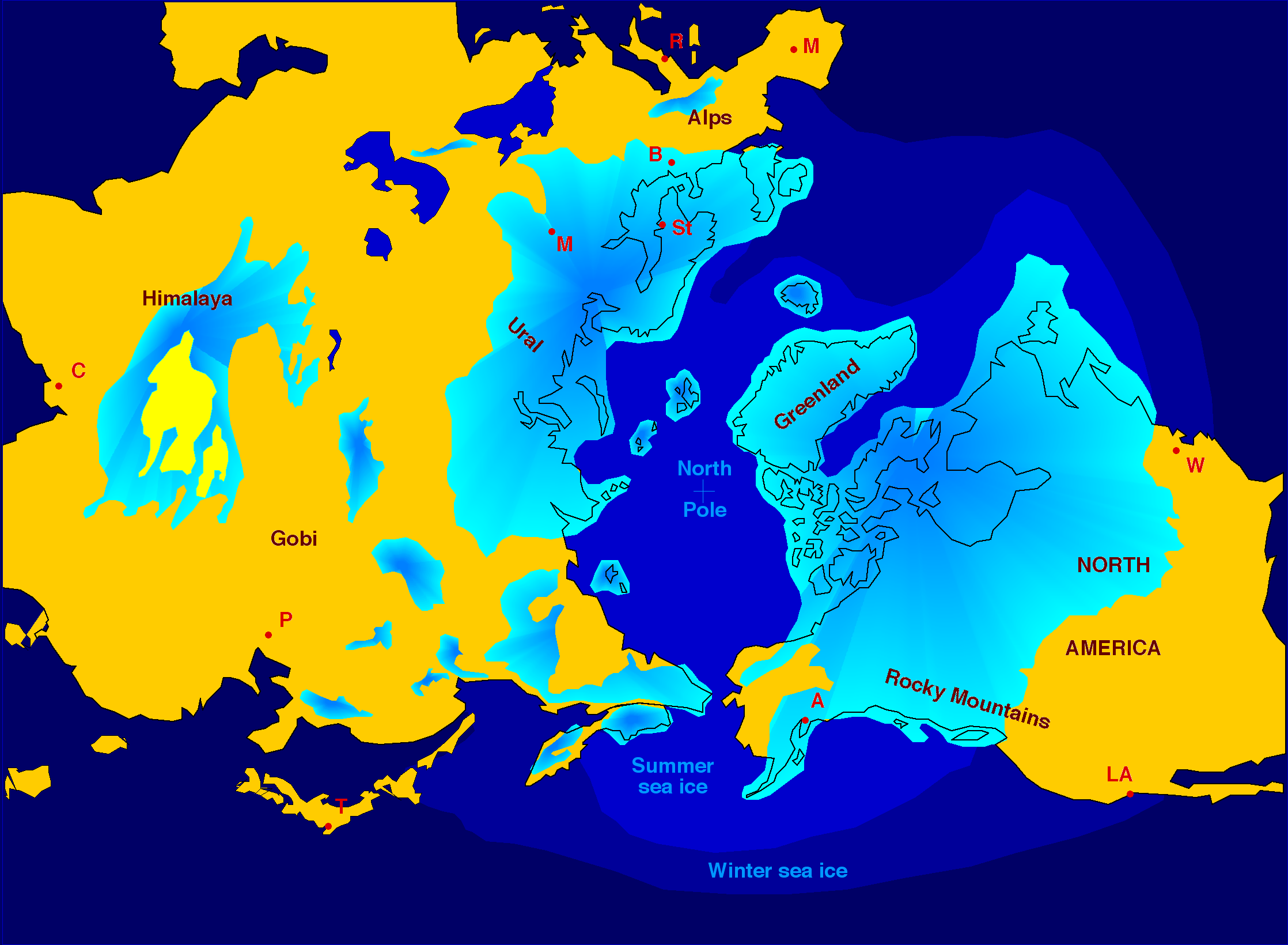
Поширення льодового покрову в Північній півкулі в період останнього льодовикового максимуму

Четвертинне зледеніння (Плейстоценове зледеніння) — поточна льодовикова ера, яка почалася 2,58 млн років тому і триває досі. Впродовж цього часу Земля переживала епохи значного збільшення льодовикового покрову, зниження температури та рівня моря — льодовикові періоди та епохи відносного потепління — інтергляціали (міжльодовикові періоди). Нині планета переживає черговий теплий міжльодовиковий період, що розпочався приблизно 12 тисяч років тому.
Проте, науковці вказують на потенційний ризик нового льодовикового періоду на Землі, викликаного зупинкою циркуляції Гольфстріму. Згідно з останньою публікацією в Daily Mail, дослідники з Утрехтського університету в Нідерландах попереджають про можливість зупинки Гольфстріму вже в найближчі роки, прогнозуючи це явище вже на 2025 рік.